# Nipponocalamus
Nipponocalamus là một chi thực vật có hoa trong họ Hòa thảo (Poaceae).

## Loài
Chi Nipponocalamus gồm các loài: